# Murányi László (műsorvezető)
Murányi László (Gyón, 1937. augusztus 29. – ?, 2023. november 2.) magyar bemondó, szerkesztő-riporter, műsorvezető.

## Életpályája
A gyóni evangélikus parókián született, édesapja itt volt lelkész. 1955-ben végzett a Kiskunhalasi Szilády Áron Gimnáziumban. 1955-től 1960-ig a Chinoin Gyógyszervegyészeti Gyárban dolgozott, előbb segédmunkásként, aztán laboránsként. 
1960-tól 1963-ig a Magyar Rádió bemondója volt. 1964-ben feltűnt Szabó István Álmodozások kora című játékfilmjében. 1964-től 1994-ig a Magyar Televíziónál dolgozott mint bemondó, szerkesztő-riporter és műsorvezető. 1969-től szerkesztette a TV-Híradót, később műsorvezetője is volt. 1975-ben szerzett diplomát az ELTE Állam- és Jogtudományi Karán. A Hét című műsor munkatársa volt és több dokumentumfilmet is készített. 
1994-ben a parlamenti választásokat követően rendkívül felmondással szüntette meg munkaviszonyát és kérte idő előtti nyugdíjazását. 2001-ben megalapította a Nemzeti Újságíró Tanodát. A Pázmány Péter Katolikus Egyetem Jog- és Államtudományi Karának alapító dékánja meghívta őt a sajtó- és médiajog tárgy felépítésére és bevezetésére. Előbb óraadó tanárként működött az intézményben, később főállású tárgyjegyző címzetes egyetemi docens volt 2006. december 31-ig, majd a Bölcsészettudományi Karon újból óraadóként tanított.
Néhány éve „Szeretet-versek” című, a magyar irodalmat Balassitól Márai-ig képviselő; önálló irodalmi esttel járja az országot.

## Főbb művei
- Sors-kiáltó. Bővített köznapi epigrammák Magyarországért; szerzői, Budapest, 2013
- Kiáltó sorok. 365 kiáltás Magyarországért; Önkormányzat, Dabas, 2018
- Murányi László–Vladár Csaba: 365 kép-sor; Art & Craft '95 Művészeti és Reklámprodukció Kft., Nagykovácsi, 2021

## Filmográfia
A Híradó és A HÉT riportokon kívül,
- Petőfi ősei és mai utódai, 1975, op: Edelényi Gábor
- Fórum 89/1.
- Életem a vasúté, 1979, rend. Márton József
- Sorsok és emberek sorozat

## Díjak
- Dabas díszpolgára (2012)[2]
- A Magyar Érdemrend lovagkeresztje (2018)